# 西村友
西村 友（にしむら ゆう、You Nishimura、1966年5月8日 - ）は、神奈川県鎌倉市生まれの日本の男性指揮者、作曲家。

## 指揮
県立高校を経て、東京音楽大学器楽科に入学。後に作曲・指揮者の道を志し転向する。
指揮を紙谷一衛と松本紀久雄に、ピアノを鈴木かおりと渡辺真知子に、和声・作曲法を糀場富美子、服部京子、有馬礼子に、楽器法を山本孝にそれぞれ師事する。
日本を中心に指揮活動をしており、様々なオーケストラや吹奏楽団に客演する一方、ミュージカル、オペラ、バレエと言った舞台作品も多く手がける。レコーディングも多く手がけ、またCM・TV・ラジオ等にも出演している。2003年には、サンクトペテルブルクで行われたプロコフィエフ国際音楽コンクール交響楽団指揮部門で本選出場を果たした。2013年、東京シティ・フィルハーモニック管弦楽団とオルフ祝祭合唱団と共に文化庁芸術祭大賞を受賞。
2017年4月から2020年3月までOsaka Shion Wind Orchestraの正指揮者を務める。

## 作曲
近年作曲家としての活動も目を引くが、概して寡作家である。その作品は管弦楽、吹奏楽、室内楽、合唱、歌曲、と多岐にわたる。「銀河鉄道の夜」に代表されるようにミュージカル作品も作曲し、CMや放送音楽なども手掛けている。作風はドビュッシーに代表される「フランス印象派」の影響が認められる。
ドビュッシーの他、ストラヴィンスキー、プロコフィエフ、デュティーユ、ルトスワウスキー、尹伊桑、三善晃、矢代秋雄、西村朗等への傾倒から「作風への影響を受けた」と本人が前出のブログの中で告白している。
第35回全日本作曲家コンクール第3位。

## 主な活動
- 劇団四季ミュージカル「ライオン・キング」：指揮（1998年の初演から担当）
- ミュージカル「ルビチ」：編曲
- バレエ「ジャン・コクトー」：編曲、音楽監修
- ミュージカル「家なき子」：編曲、指揮
- 歌劇「ブラック・ジャック」：歌唱指導、音楽監督補、編曲
- 歌劇「キララ〜南の島の雪女」
- 歌劇「椿姫」：指揮
- 歌劇「カルメン」：指揮
- 歌劇「愛の妙薬」：指揮

他、オペラ指揮多数
- バレエ「兵士の物語」：指揮、語り
- バレエ「白鳥の湖」
- バレエ「コッペリア」「シルヴィア」
- ミュージカル「グランド・ホテル」：初演指揮・編曲（2006年）
- 劇団ひまわりミュージカル「星の王子さま」：劇中曲の作曲・編曲（2007年）
- ミュージカル「ハウ・トゥー・サクシード」：指揮（2007年）
- ミュージカル「ピーターパン」：録音指揮（2015年）
- ミュージカル「歌声は風に乗って」：音楽監督、歌唱指導、指揮（2012年）
- 劇団ひまわり「銀河鉄道の夜」：作曲、指揮（2008年、2010年、2014年、2016年〜）
- 音楽劇「船に乗れ!」：指揮、編曲（2013年）

他、ミュージカル指揮、音楽監督多数
- ドラマ「砂の器（主演：佐々木蔵之介、玉木宏）」：指揮指導、オーケストラ指導、出演
- 「バンド維新」：委嘱作品作曲「シュレーディンガーの猫」（2014年）
- AKB48のPV（「夢の河」、他）：出演（指揮）
- 「カルミナ・ブラーナ」（オルフ）：指揮、歌唱指導（2013年）（文化庁芸術祭大賞）
- 「グローリア」（プーランク）：指揮、歌唱指導（2013年）（文化庁芸術祭大賞）
- 「ある英雄の記憶 〜「虹の国と氷の国」より」：作曲（2015年）（第64回全日本吹奏楽コンクール課題曲Ⅲ）
- 「サンダーバード」コンサート、コンサートツアー：指揮、編曲（2015年）
- ミュージカル「スクルージ」：指揮（2015年）
- 映画「青空エール」：音楽の録音を指揮
- 「宇宙戦艦ヤマト2199」サウンドトラック中、アレンジ2曲。
- 「ONE PIECE オーケストラコンサート」:指揮（2022年）
- ナレーションと吹奏楽のための音楽物語『虹の国と氷の国』:作曲、指揮（2024年）